# Trichomanes bilingue
Trichomanes bilingue là một loài dương xỉ trong họ Hymenophyllaceae. Loài này được Hk., J.Sm. mô tả khoa học đầu tiên năm 1841.
Danh pháp khoa học của loài này chưa được làm sáng tỏ. 